# リュウキュウヌスビトハギ
リュウキュウヌスビトハギ（学名：Hylodesmum laterale）はマメ科ヌスビトハギ属Hylodesmumの多年生草本。旧Desmodium属。

## 特徴
高さ25–60cm。葉は3出複葉が互生する。側小葉は頂小葉より小さい。小葉は全縁でトキワヤブハギよりやや細く、葉裏に細かい網目がある点でもトキワヤブハギと異なる。花は頂生の総状花序につき、淡桃色。豆果は扁平な節果で、小節果をつなぐ節は著しく細く節果の幅の1/3–1/4ほどで、成熟しても裂開せず、小節果ごとに分離する。小節果の長さはトキワヤブハギより小さく6–7 mm。

## 分布と生育環境
鹿児島県(国内北限)～南西諸島、中国、台湾に分布。POWOではこれら地域に加えベトナムおよびスリランカにも分布としている。山地の林床に生育する。

## ギャラリー

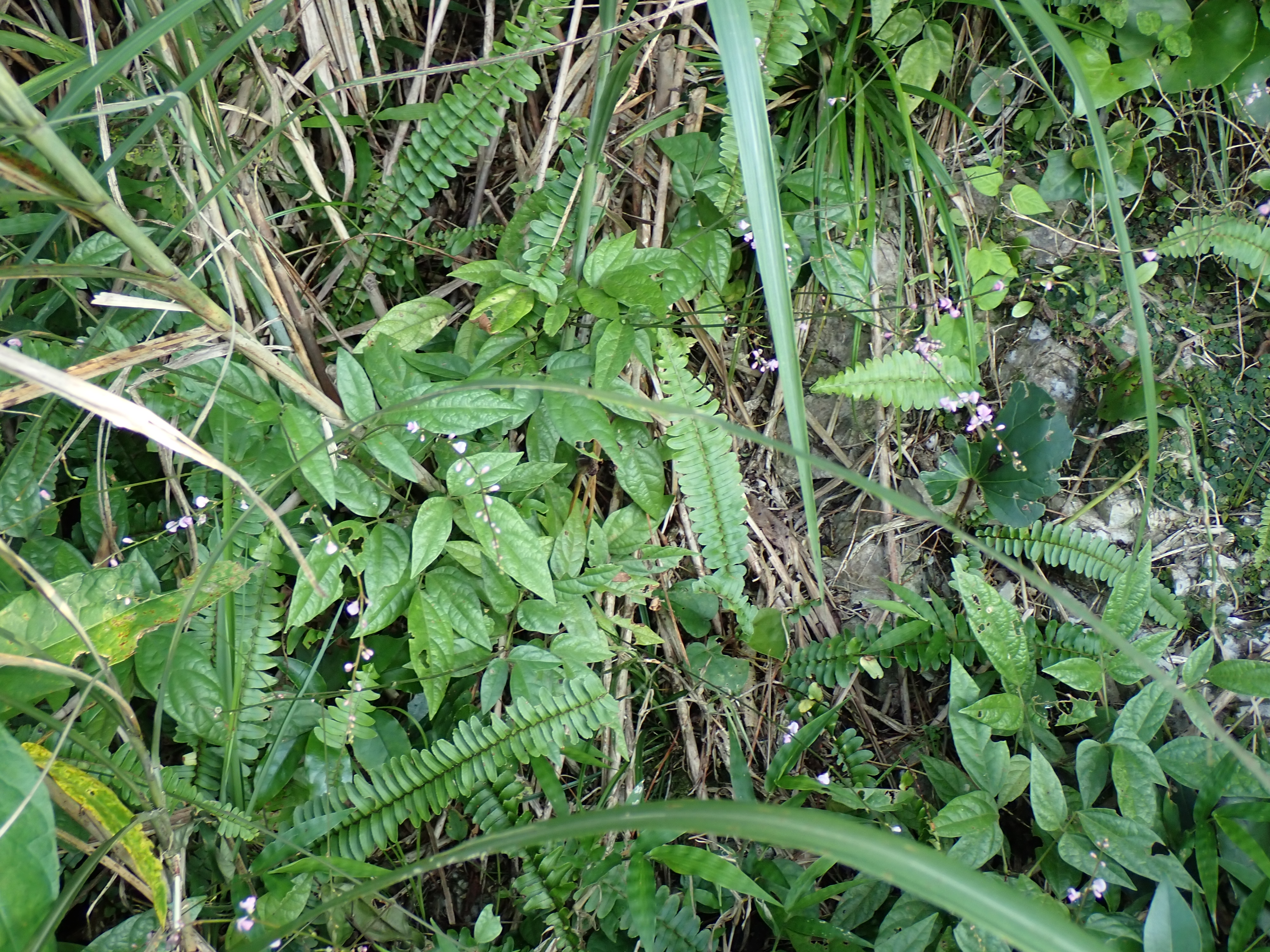
草姿
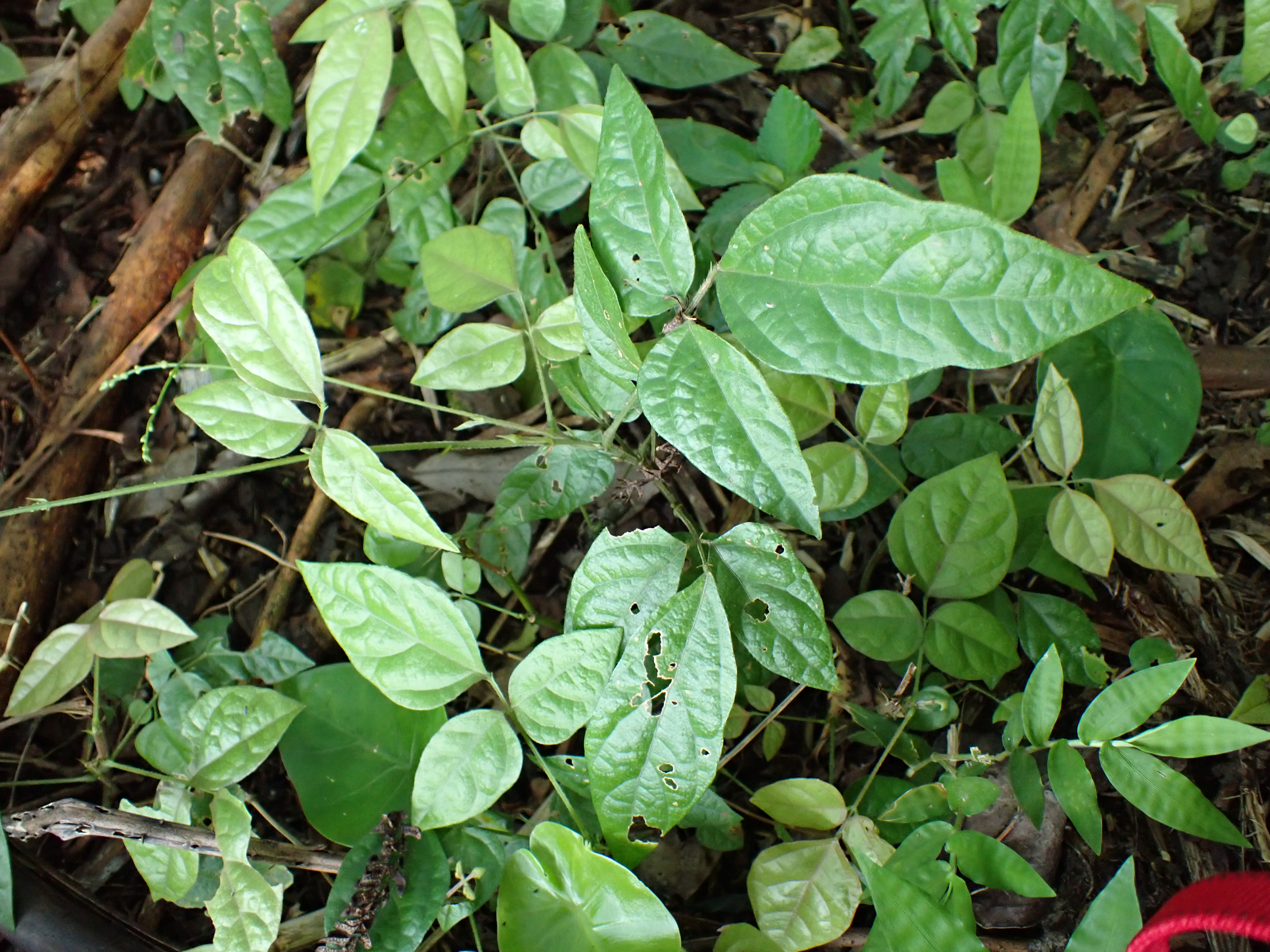
3出複葉
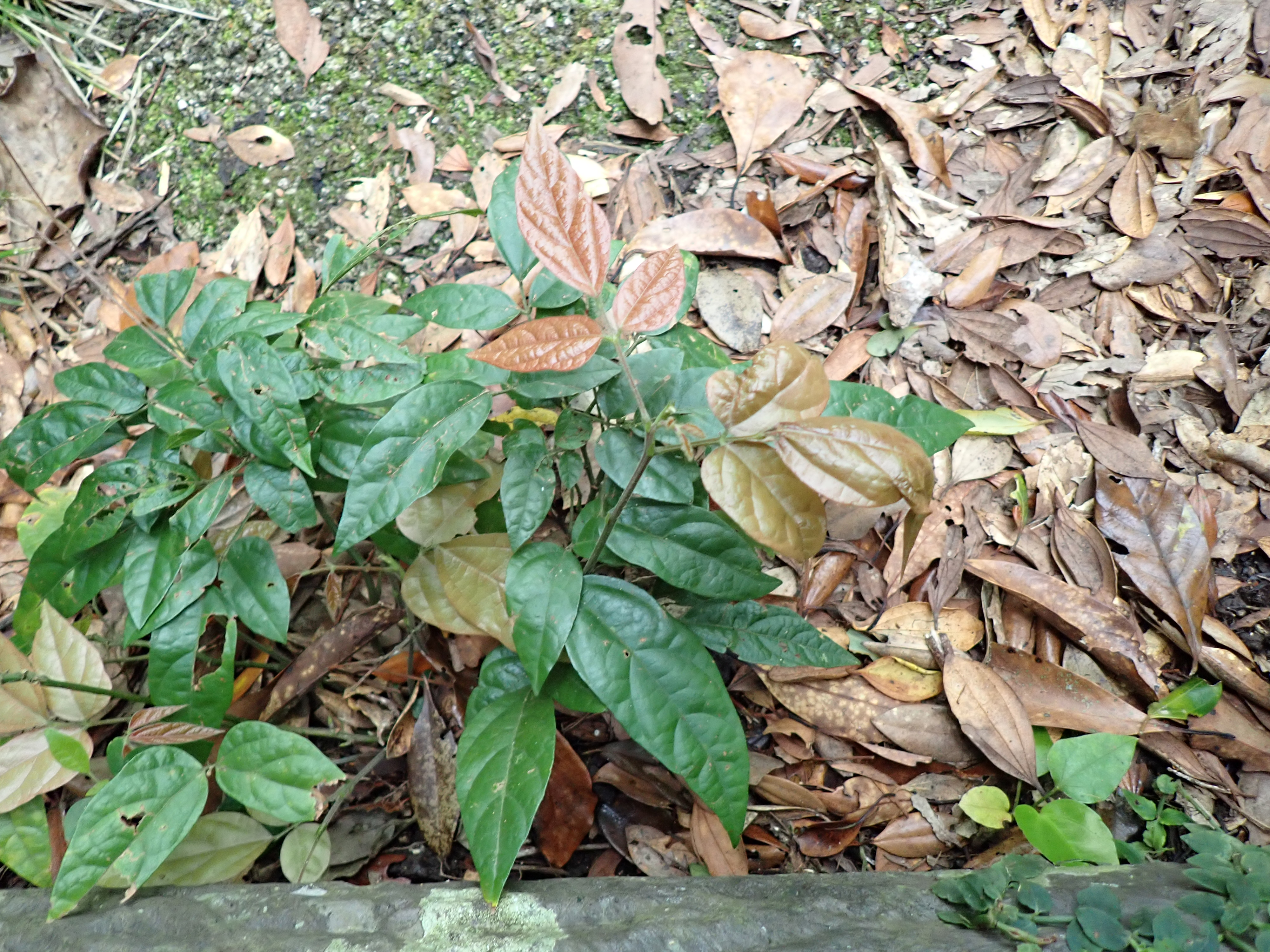
褐色の若い葉
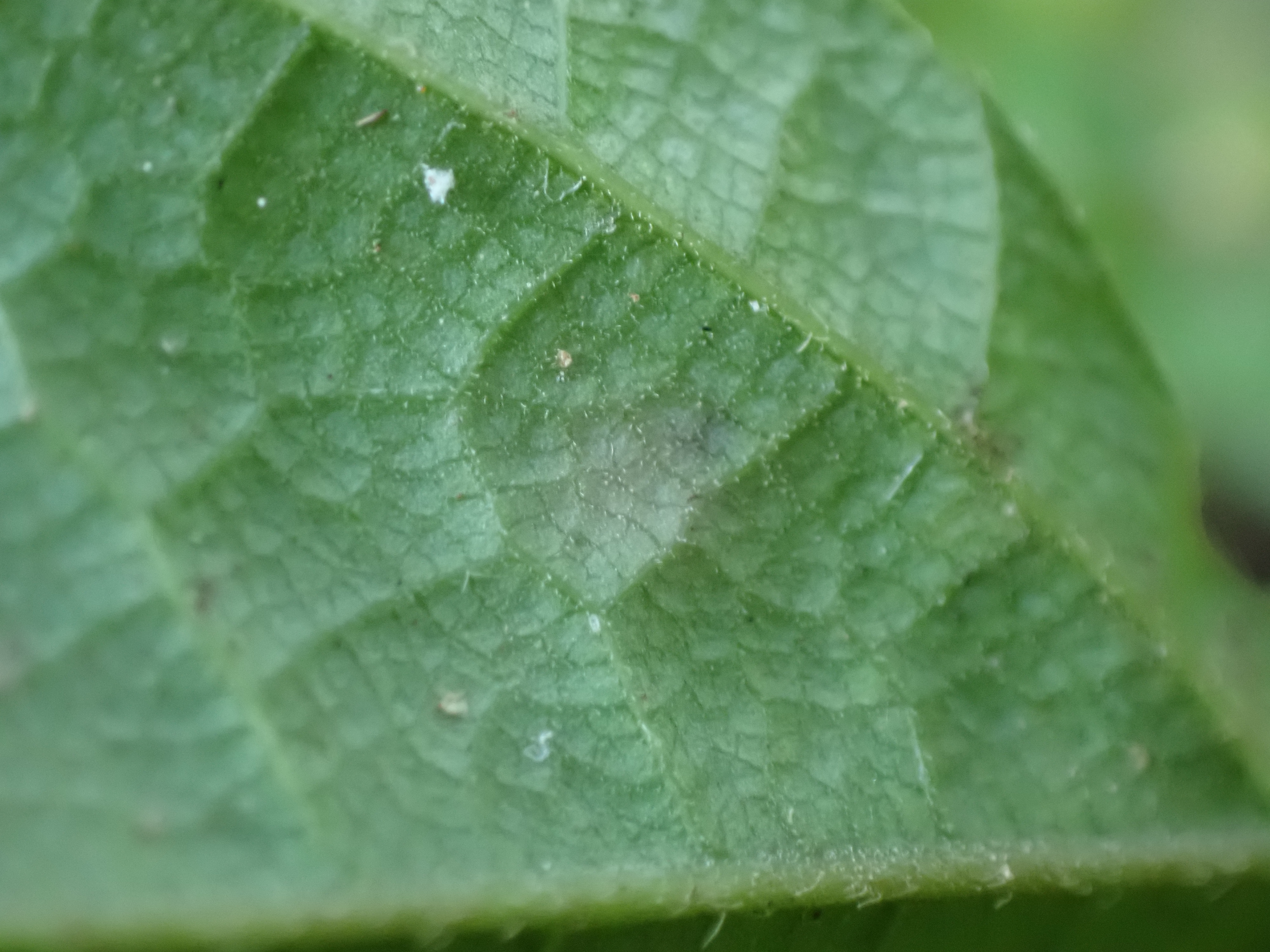
葉裏の網目模様
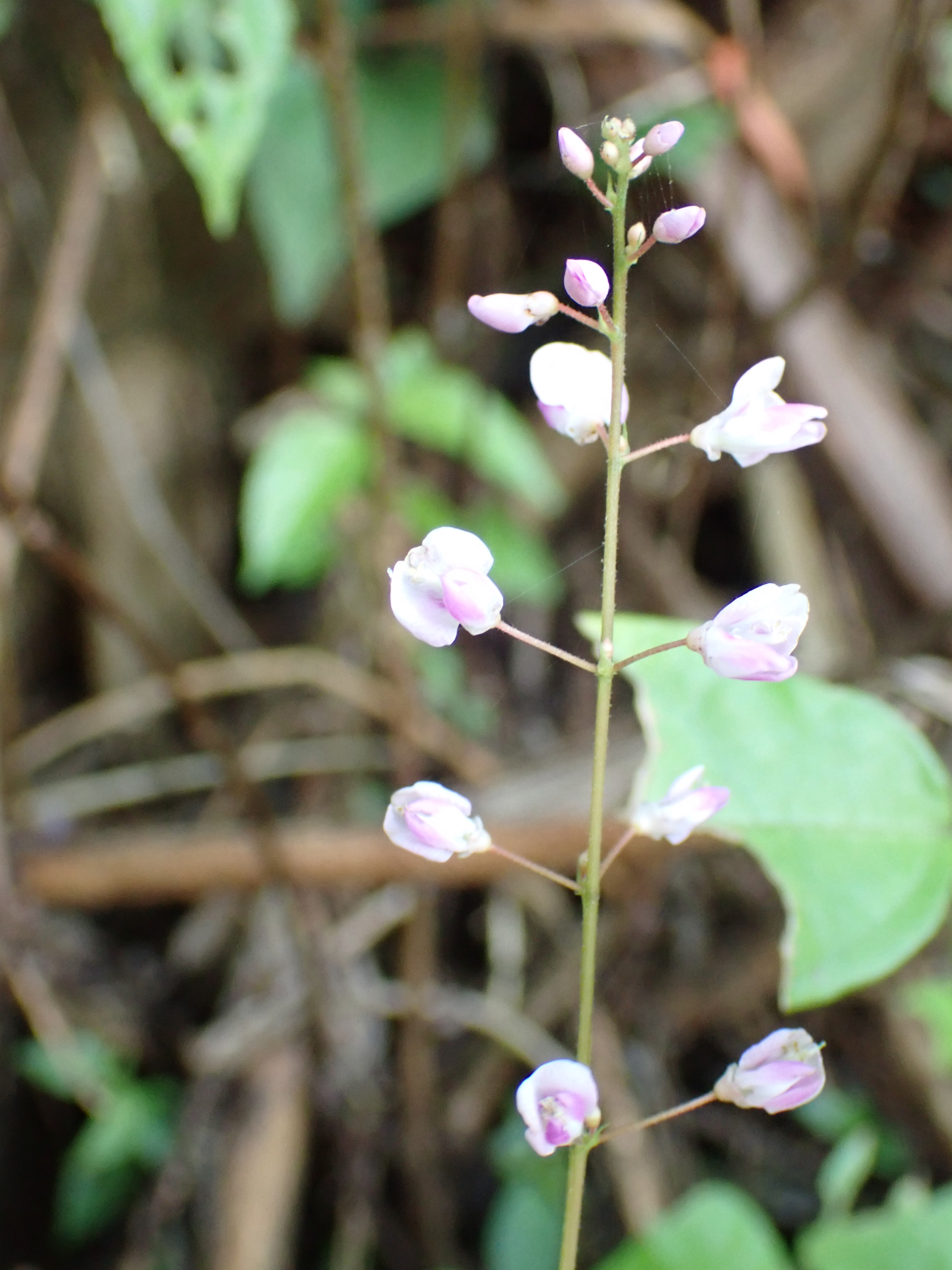
総状花序
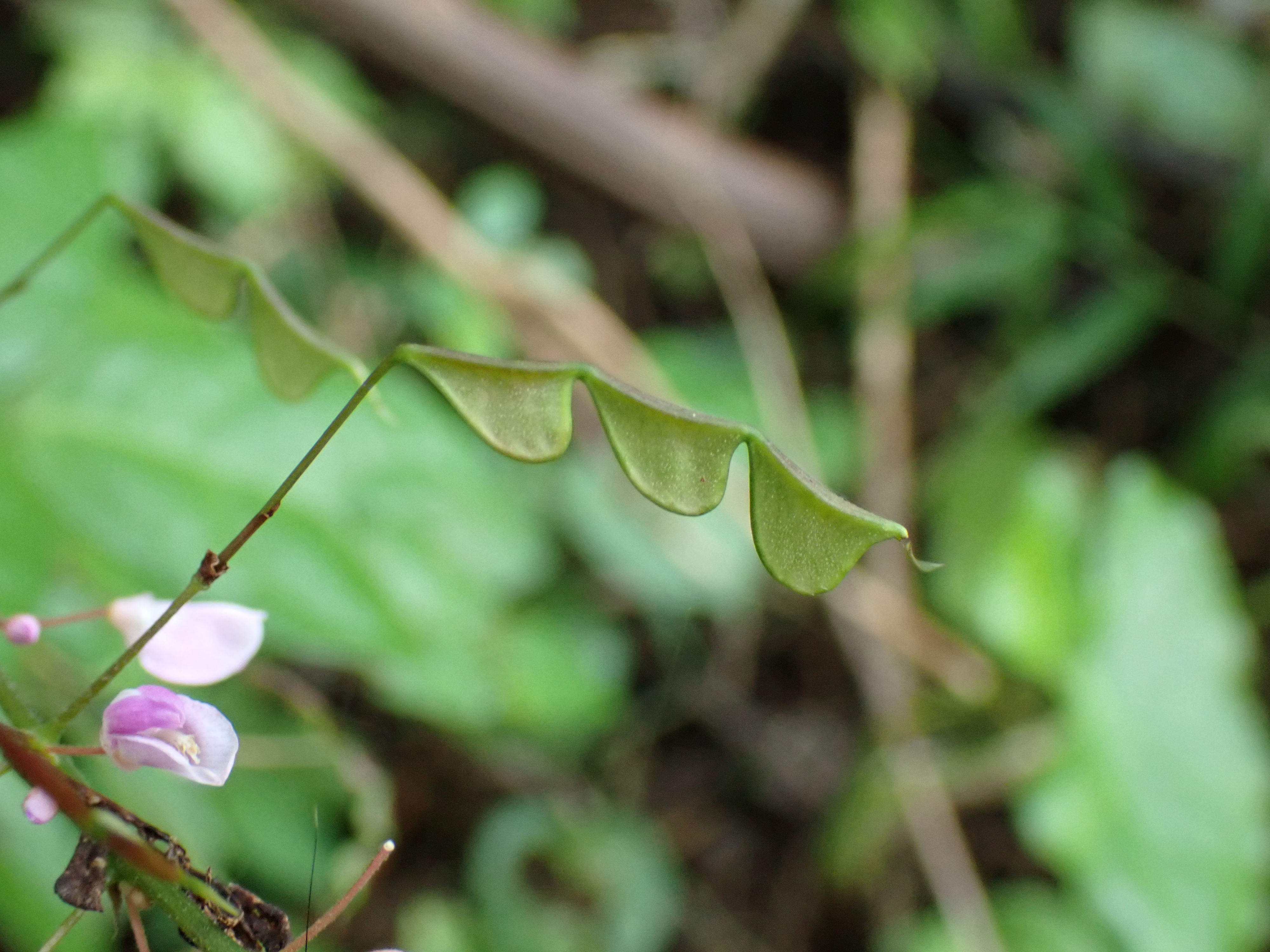
節果